# Namorona-folyó
A Namorona folyó Madagaszkár keleti részén ered Vatovavy-Fitovinany régióban. A folyó útja során keleti, délkeleti irányban halad és Madagaszkár keleti részén, Namorona város közelében torkollik az Indiai-óceánba. A folyó keresztülvág a Ranomafana Nemzeti Parkon is. A folyón található az Andriamamovoka-vízesés és a Humbert-vízesés.

## Fordítás
- Ez a szócikk részben vagy egészben  a   Namorona River című angol Wikipédia-szócikk ezen változatának fordításán alapul.  Az eredeti cikk szerkesztőit annak laptörténete sorolja fel. Ez a jelzés csupán a megfogalmazás eredetét és a szerzői jogokat jelzi, nem szolgál a cikkben szereplő információk forrásmegjelöléseként.

## Külső hivatkozások
- Pictures of Namorona River